# Neoperla fallax
Neoperla fallax är en bäcksländeart som beskrevs av František Klapálek 1910. Neoperla fallax ingår i släktet Neoperla och familjen jättebäcksländor. Inga underarter finns listade i Catalogue of Life.